# Ugine
Ugine – miejscowość i gmina we Francji, w regionie Owernia-Rodan-Alpy, w departamencie Sabaudia.
Według danych na rok 1990 gminę zamieszkiwało 7248 osób, a gęstość zaludnienia wynosiła 126 osób/km² (wśród 2880 gmin regionu Rodan-Alpy Ugine plasuje się na 109. miejscu pod względem liczby ludności, natomiast pod względem powierzchni na miejscu 48.).